# Friedrich Ludwig (Ingenieur)
Karl Friedrich Ludwig (* 26. August 1872 in Sonnefeld; † 3. März 1945 ebenda) war ein deutscher Ingenieur und Industrieller.

## Ausbildung und beruflicher Werdegang
Friedrich Ludwig, Sohn eines Kaufmanns, besuchte das Ernestinum in Coburg und studierte anschließend an der Technischen Hochschule Karlsruhe. Während seines Studiums wurde er 1891 Mitglied der Karlsruher Burschenschaft Germania. Er absolvierte Praktika in der Maschinenfabrik Louis Schäfer in Halle (Saale) und der Maschinenfabrik Flocken in Coburg. Danach wurde Ludwig Ingenieur im Prüffeld bei der Firma Schuckert & Co. in Nürnberg und beschäftigte sich mit der Inbetriebsetzung von Anlagen im In- und Ausland. Durch Studienreisen konnte er Frankreich, England und USA besuchen. Später wurde Friedrich Ludwig Direktor der Siemens-Schuckertwerke in Berlin-Siemensstadt. Er leitete das Elektromotorenwerk in Siemensstadt und die Metallgießerei in Pasewalk.

## Mitgliedschaften
Ludwig war Vorsitzender der Arbeitsgemeinschaft Deutscher Betriebsingenieure in Berlin. Er war Vorstandsmitglied des Reichsausschusses für Arbeitszeitermittlung, im Beirat des Normenausschusses der deutschen Industrie und am Deutschen Arbeitsschutzmuseum. Des Weiteren war er Verwaltungsratsmitglied des Kaiser-Wilhelm-Institutes für Arbeitsphysiologie in Dortmund.

## Veröffentlichungen
- Unfallverhütung und Produktionssteigerung. 1926.
- Elektrische Hilfsmittel für die Fertigungskontrolle, 1928.
- Fördermittel in Betrieben mit Reihen- und Massenanfertigung, 1928.
- Wissenschaft und rationale Fabrikation.